# Ziua în care Pământul s-a oprit
Ziua în care s-a oprit Pământul (titlu original The Day the Earth Stood Still) (1951) este un film științifico-fantastic regizat de Robert Wise. Scenariul este scris de Edmund H. North pe baza povestirii Farewell to the Master (1940) de Harry Bates. În film apar Michael Rennie, Patricia Neal, Sam Jaffe și Hugh Marlowe. În film, un extraterestru umanoid vizitează Pământul pentru a aduce un avertisment, însoțit de un puternic robot, Gort.

## Distribuția
- Michael Rennie este Klaatu
- Patricia Neal este Helen Benson
- Billy Gray este Bobby Benson
- Hugh Marlowe este Tom Stevens
- Sam Jaffe este Profesor Jacob Barnhardt
- Frances Bavier este Mrs. Barley
- Lock Martin este Gort
- Frank Conroy este Mr. Harley
- Tyler McVey este Brady (necreditat)

Câțiva jurnaliști foarte bine cunoscuți în anii 1950, cum ar fi H. V. Kaltenborn, Elmer Davis, Drew Pearson sauGabriel Heatter, apar și/sau se aud interpretând propriul lor rol.
Spencer Tracy și Claude Rains au fost inițial considerați inițial ca interpretând o parte din rolul extraterestrului Klaatu.